# Colotis aurigineus
The African Golden Arab, Veined Gold or Double-banded Orange (Colotis aurigineus)là một loài bướm thuộc họ Pieridae. Nó được tìm thấy ở Southern Sudan, Kenya, Uganda, Northeastern Zaire, Malawi and Northwest Zambia.
The larva feed on Maerua species.

## Hình ảnh

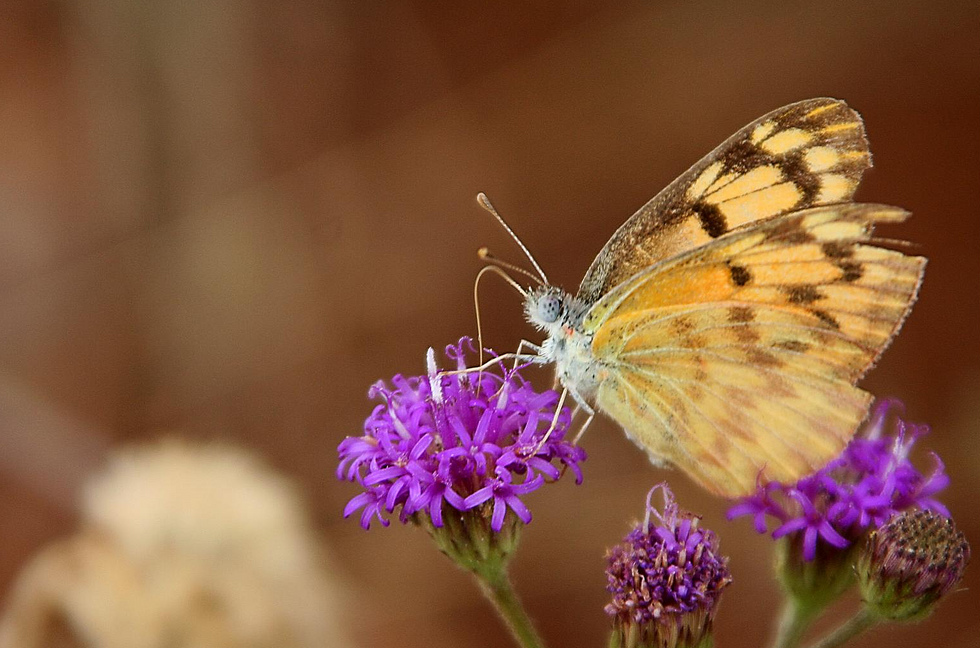